# 181 West Madison Street
181 West Madison Street est un gratte-ciel de la ville de Chicago aux États-Unis conçu par Cesar Pelli. Il mesure 207 mètres, comprend 50 étages et fut achevé en 1990. 
Le haut de l'immeuble est éclairé de diverses couleurs en fonction des fêtes, un peu à la manière de l'Empire State Building de New York. 
Le projet initial de la Beitler Company visait la construction du plus haut gratte-ciel de l'époque avec 125 étages. Mais l'effondrement du marché de l'immobilier empêcha sa réalisation. 
Son architecture s'inspire fortement du projet d'Eliel Saarinen pour la Tribune Tower (1922). Le hall de l'immeuble a été décoré par Frank Stella. Cet édifice servit de modèle à la construction du centre international de la finance à Hong Kong, érigé en 2003.